# Ronde van de Pyreneeën (vrouwen)
De Ronde van de Pyreneeën is een meerdaagse wielerwedstrijd voor vrouwen, georganiseerd in het Franse gedeelte van de Pyreneeën. De eerste editie vond plaats in 2022 en werd gewonnen door Kristabel Doebel-Hickok. De eerste editie werd verreden begin augustus. De tweede en derde editie vonden plaats in juni.

## Lijst van winnaressen

### Overwinningen per land
| Overwinningen | Land                     |
| ------------- | ------------------------ |
| 2             | Spanje                   |
| 1             | Italië, Verenigde Staten |